# Trigonometopus albiseta
Trigonometopus albiseta är en tvåvingeart som beskrevs av Mario Bezzi 1913. Trigonometopus albiseta ingår i släktet Trigonometopus och familjen lövflugor. Inga underarter finns listade i Catalogue of Life.